# Ми-35М
Ми-35М је руски јуришни хеликоптер развијен на бази хеликоптера Ми-24.

## Пројектовање и развој
Деведесетих година двадесетог века оружане снаге Русије су донеле одлуку да изврши модернизацију својих јуришних хеликоптера тј Ми-24. Главна сврха модернизације била је продужити планирани век хеликоптера Ми-24, побољшати својства лета повећањем снаге мотора у односу на тежину машине, као и употребу нове опреме и система који омогућавају дневне и ноћне летове. Тако је настао хеликоптер Ми-24ПН а његова извозна варијанта Ми-35М.

### Технички опис
Хеликоптер Ми-35М заснован је на Ми-24В. Због тога структурални систем, систем управљања, погонски склоп и низ других елемената одговарају стандардној машини Ми-24В. Главне разлике су нови системи: навигација, аутоматски пилот, контрола наоружања , комуникације , итд. Поред тога, уграђени су нови, снажнији мотори (ТВЗ-117ВМА или ВК-2500) са по 1.660 kW, а на захтев канадске фирме у ове хеликоптере намењене канадском (и западном) тржишту уграђивани су Ханивелови мотори. Нови ротори су направљени од композитних материјала, а измене укључују конструкцију трупа, носећу структуру и смањење димензија крила.
Хеликоптер Ми-35М опремљен је новим системом за посматрање и осматрање који омогућава пилотирање хеликоптером у било које доба дана и ноћи, укључујући и на врло малим висинама (до 50 м). Поред тога, уграђена опрема омогућава 24-часовну употребу ракетног наоружања. Летови са смањеном видљивости и ноћу могући су захваљујући адаптацији хеликоптерске кабине за наочаре за ноћно осматрање.

### Варијанте
- Ми-35М  - ознака основне варијанте Ми-35М.
- Ми-25М2 - варијанта Ми-35 развијена за венецуеланску војску.
- Ми-35М3 - ознака верзије опремљене новијим системима наоружања
- Ми-35М4 - варијанта намењена за бразилско ваздухопловство. Ова верзија има израелску авионику.

## Корисници
| - Русија - Азербејџан - Бразил - Венецуела - Ирак | - Индонезија - Казахстан - Нигер - Узбекистан - Мали - Србија, 4 хеликоптера Ми-35М. 11 Ми-35П |